# Селена (рыба)
Селена (лат. Selene vomer) — вид морских лучепёрых рыб из семейства ставридовых (Carangidae).
Вид распространён в тропических и субтропических водах западной части Атлантического океана от побережья Новой Англии и Новой Шотландии вдоль Карибских и Бермудских островов, в Мексиканском заливе до Уругвая. У побережья Больших Антильских островов редок.
Тело рыбы высокое, сильно сжатое с боков. Характерной особенностью является большая голова с крутым профилем и низко расположенным ртом. Глаза расположены на одинаковом расстоянии от рта и верха головы. Первые лучи спинного и анального плавников сильно удлинены, но не нитевидные, а соединённые плавниковой мембраной. Брюшные плавники очень малы. Длина тела, как правило, 35 см, максимальная длина 47 см. Окраска тела серебристого цвета, краситель гуанин, содержащийся в коже, отражает свет таким образом, что при падающем боковом свете возникают все возможные радужные отражения.
Селена живёт в мелкой воде на глубине от 1 до 53 метров над твёрдым или песчаным грунтом. Молодые особи встречаются также в устьях рек. Рыбы живут небольшими группами или парами и питаются мелкими крабами, креветками, мелкой рыбой и червями.
Молодые особи

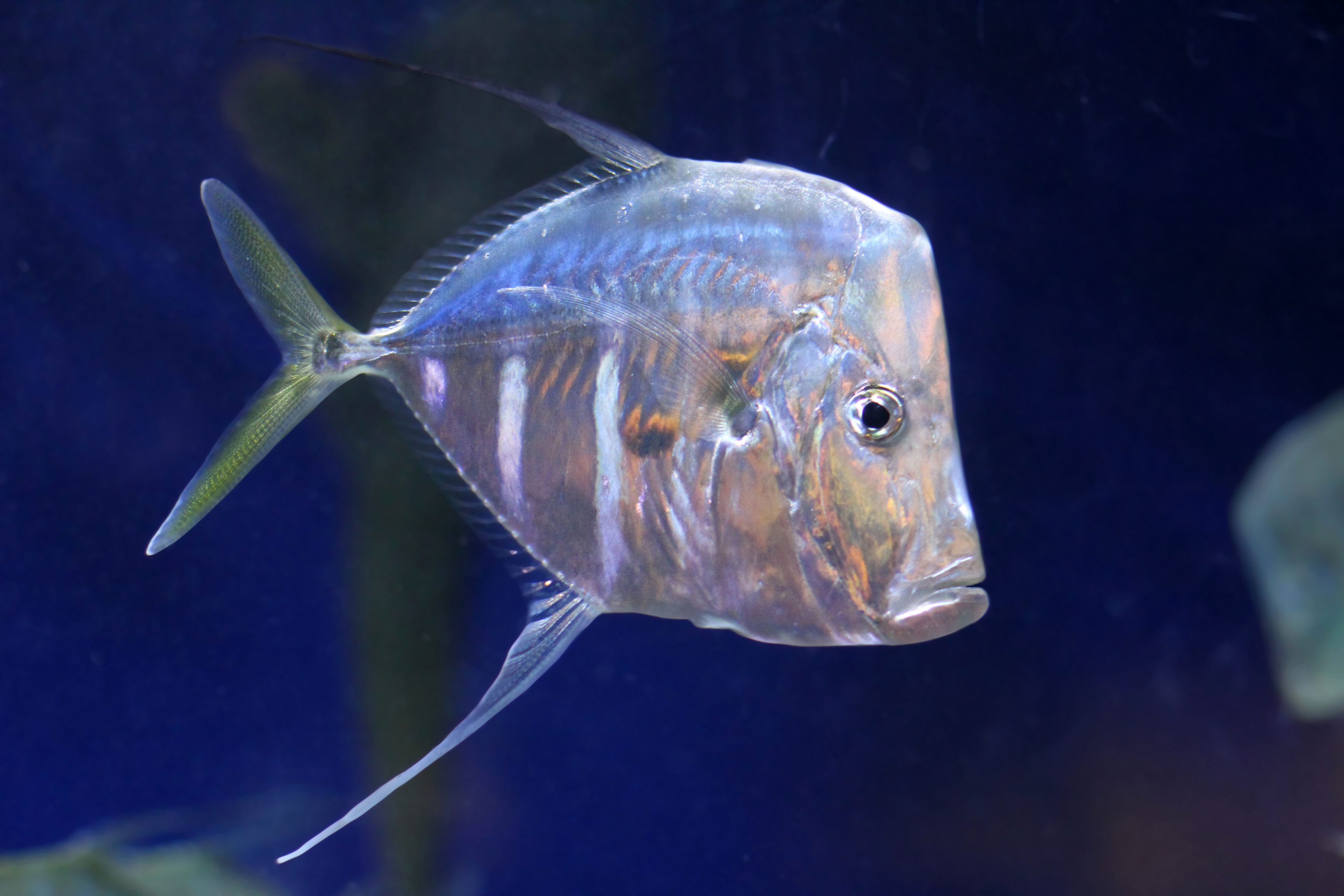
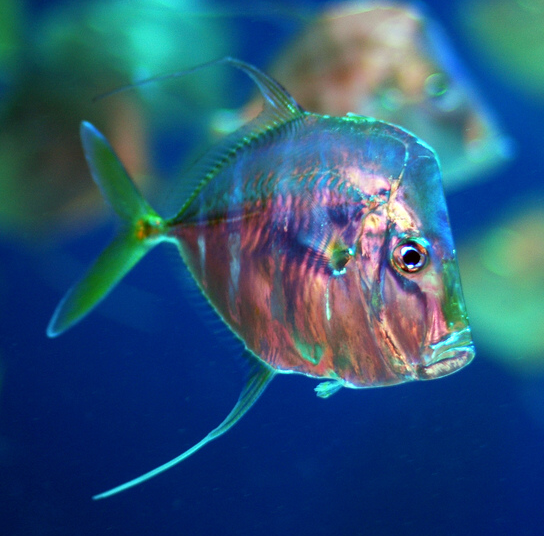
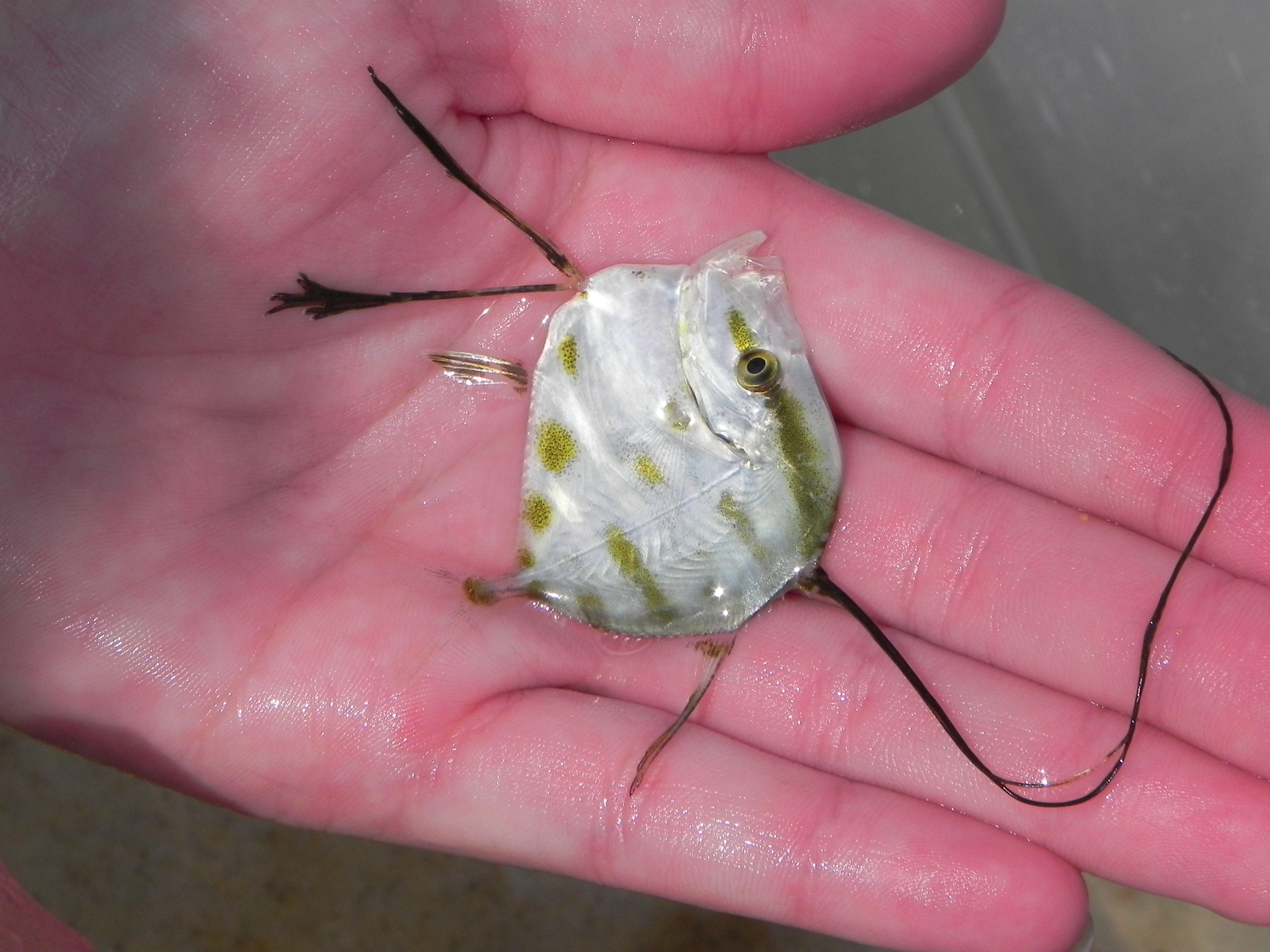
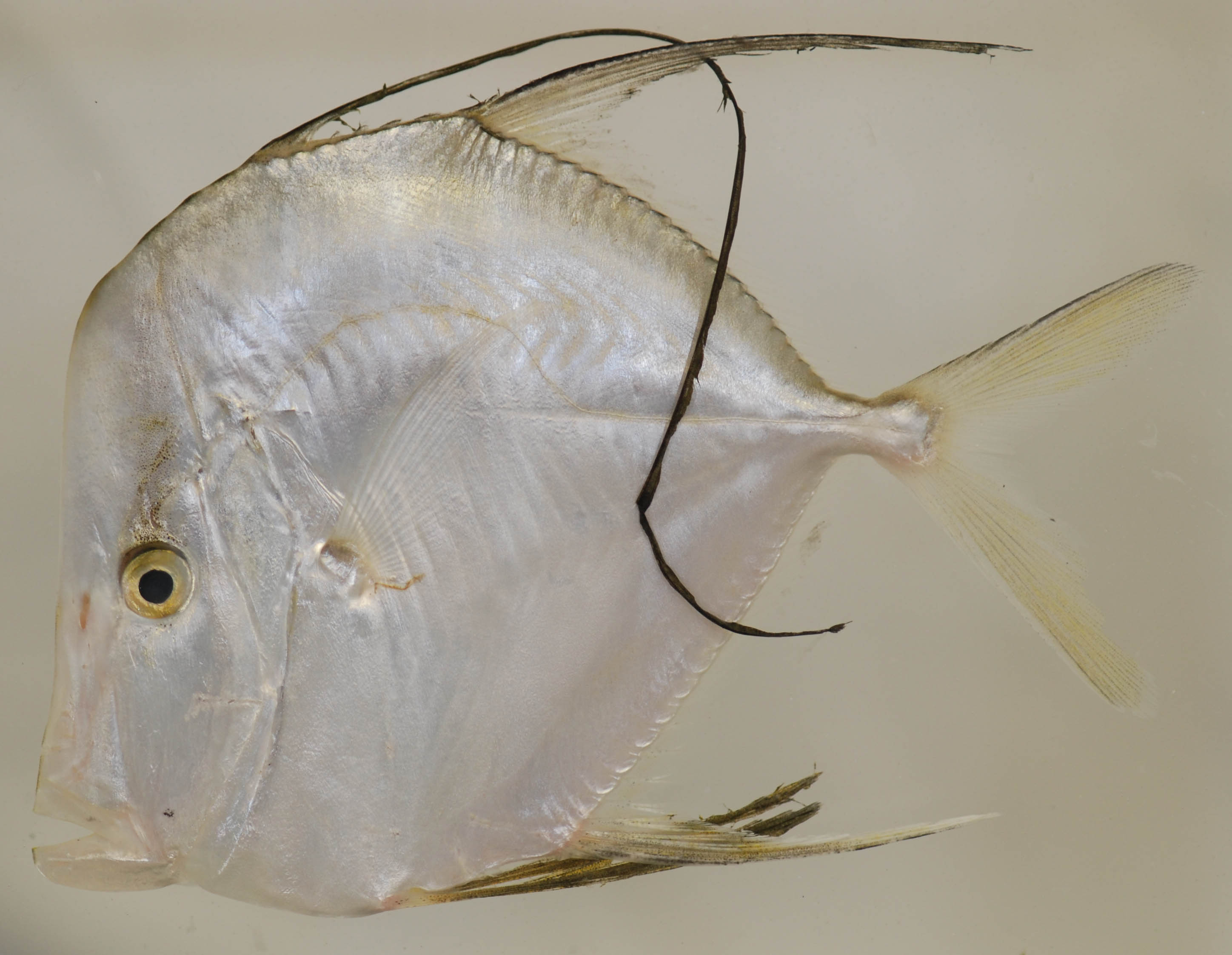
Длина 9,4 см